# Fool in Love
"Fool in Love" é uma canção da cantora barbadense Rihanna, gravada para o seu sexto álbum de estúdio Talk That Talk. Foi composta e produzida por Ester Dean, Lukasz Gottwald e Henry Walter, sendo que este último foi creditado sob o nome artístico de Cirkut. A sua gravação decorreu em 2011 nos estúdios Eightysevenfourteen, em Los Angeles, e Eyeknowasecret, em Brentwood, ambos localizados na Califórnia. Mesmo sem ter sido lançada como single, devido às descargas digitais posteriores ao lançamento do disco, conseguiu entrar na tabela musical Gaon International Chart da Coreia do Sul e UK Singles Chart do Reino Unido.
Musicalmente, é classificada como uma balada que deriva do género melódico rapsódia, sendo que o seu arranjo musical é composto por vocais, guitarras elétricas e acústicas, sintetizadores e baterias. A letra retrata a cantora como protagonista de uma história que conta como conheceu o seu parceiro e a desaprovação os seus pais, enquanto que esta lhes pede para que aceitem a sua decisão. Os críticos fizeram maioritariamente críticas positivas, elogiando o desempenho vocal da artista e a estrutura do tema, contudo, criticaram a sua letra. "Fool in Love" recebeu comparações por parte dos analistas a obras como "Bohemian Rhapsody" de 1975, da banda Queen, e "Criminal" de 2011, interpretada pela cantora Britney Spears.

## Antecedentes e desenvolvimento
Após o lançamento e aclamação do álbum anterior de Rihanna, Loud, a cantora revelou através da rede social Twitter que este seria relançado com novas músicas no outono de 2011, escrevendo que "a era Loud continuaria com novas canções para adicionar à coleção". Em setembro de 2011, a artista afirmou que os planos para o relançamento tinham sido cancelados, completando que o disco "tem o seu próprio corpo de trabalho, e como fizeram um enorme esforço merecem algo novo".
Em agosto de 2011, durante uma entrevista com a Mixtape Daily, o produtor Verse Simmonds pertencente à dupla The Juggernauts, que escreveram e produziram "Man Down", revelou que a cantora estava em fase de conclusão do seu sexto disco de originais. O duo também confirmou que tinha elaborado outros dois temas que poderiam ser incluídos no projeto, além de estarem interessados em escrever um terceiro devido ao facto da "excitação" pela artista ter gostado do seu trabalho. A 15 de setembro de 2011, Rihanna em resposta a um fã através do seu perfil no Twitter, confirmou que as sessões de gravação estavam a decorrer e confidenciou que o álbum seria lançado no outono (hemisfério norte).

## Estilo musical e letra
"Fool in Love" foi escrita e produzida por Ester Dean, Dr. Luke e Cirkut. A sua gravação decorreu em 2011 nos estúdios Eightysevenfourteen Studios, em Los Angeles e Eyeknowasecret Studio, em Brentwood, ambos localizados na Califórnia. Katherine St Asaph do sítio Popdust e Amy Sciarretto do PopCrush notaram semelhanças existentes com "Bohemian Rhapsody" da banda britânica Queen, assinalando a letra de abertura "Mamã, eu encontrei um homem".  St Asaph também comentou o facto da sonoridade ser idêntica à de "Criminal" pela cantora norte-americana Britney Spears com relação a como o instrumental da faixa começa com " sintetizadores sofredores" e guitarras acústicas, em que Sciaretto concordou que "apenas Ri[hanna] poderia fazer uma justaposição desta forma".

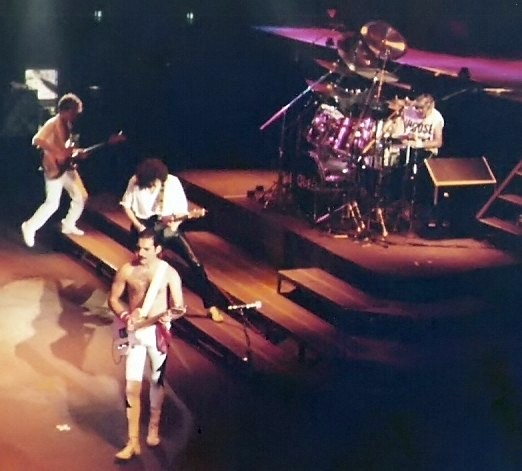
"Fool in Love" recebeu comparações com a obra "Bohemian Rhapsody" da banda britânica Queen (foto) devido à sua estrutura.

Musicalmente, é uma balada com uma melodia classificada de rapsódia, que incorpora guitarras acústicas e elétricas, sintetizadores e baterias. Inclui também sequências simples e duplas de guitarras durante a canção, que começa com uma guitarra elétrica, criando um efeito duplo, antes de uma diminuição gradual prolongada até à sua conclusão. Liricamente, Rihanna fala de como conheceu o homem certo para si, mas os seus pais não aprovam a relação, embora seja pedido que aceitem a sua decisão devido ao amor existente. O desempenho vocal da cantora na música foi descrito como o "mais ornamentado" por Robert Everett-Green do The Globe and Mail, além de destacar que transparece uma sensação de fatalidade nos seus vocais durante as sequências do baixo. "Fool in Love" mostra a cantora a expressar um cântico de estilo vulnerável, devido ao seu conteúdo lírico, que podem ser exemplificados com a passagem "Papá, desiludi-te? / Estás envergonhado pelo que se tornou a tua pequena menina?", devido a como a intérprete se sente com o desapontamento dos seus pais em relação ao homem que ela escolheu. Robert Copsey do sítio Digital Spy considerou que artista parecia estar a canalizar Madonna durante a música.

## Receção pela crítica
Após o seu lançamento, a canção teve uma receção crítica maioritariamente positiva. Robert Copsey do Digital Spy elogiou as baladas presentes em Talk That Talk, com especial atenção para "Fool in Love" e "Farewell", escrevendo que para responder a "qualquer questão sobre os seus motivos basta ouvir 'Farewell' e 'Fool in Love' para descobrir que [a cantora] não só tem um coração, mas como sem dúvida, transmitiu tudo sobre estes seis anos que passaram". Robert Everett-Green do jornal The Globe and Mail prezou a obra, concluindo que é um "hino, de alguma forma imponente, que aperta a sensação de frescura de um conceito lírico cansado", enquanto que Katherine St Asaph do Popdust teve uma resposta mista à canção, dando três estrelas e meia de cinco possíveis e confidenciou que "tanto tem de mau como de bom". Aspash realçou a composição e influências musicais da melodia, mas criticou a faixa por não providenciar uma "variedade dinâmica" no material do disco. Sam Lansky do blogue MTV Buzzworthy afirmou que o tema contém os vocais mais impressionantes de Rihanna no álbum inteiro. A melodia também recebeu atenção por parte de outros artistas, sendo que em Outubro de 2012 o rapper britânico Iyaz lançou a sua própria versão da obra.

## Desempenho nas tabelas musicais
Após o lançamento de Talk That Talk, "Fool in Love" atingiu a 70.ª posição como melhor na Gaon International Chart da Coreia do Sul, com vendas superiores a 6.500 unidades. Também entrou na UK Singles Chart no 123.º lugar a 3 de dezembro de 2011, devido ao número de descargas digitais, e ainda conseguiu chegar à 35.ª posição na tabela musical do género R&B do Reino Unido.

### Posições
| Tabela musical (2011)                    | Melhor posição |
| ---------------------------------------- | -------------- |
| Coreia do Sul - Gaon International Chart | 70             |
| Reino Unido - UK Singles Chart           | 123            |
| Reino Unido - UK R&B Singles Chart       | 35             |

## Créditos
Todo o processo de elaboração da canção atribui os seguintes créditos pessoais:
- Rihanna – vocalista principal;
- Ester Dean - composição, produção;
- Lukasz Gottwald, Henry Walter - composição, produção, instrumentos;
- Kuk Harrell -  produção e gravação vocal;
- Marcos Tovar - gravação vocal;
  - Jennifer Rosales - assistência;
- Aubry "Big Juice" Delaine, Clint Gibbs - engenharia;
  - Chris Sclafani, Jonathan Sher - assistência;
- Serban Ghenea - mistura;
- John Hanes - engenharia de mistura;
  - Phil Seaford - assistência;
- Nuno Bettencourt - guitarra;
- Irene Richter - coordenação de produção;
- Katie Mitzell - coordenação de produção.